# Lovemonster
A Pannonia Allstars Ska Orchestra negyedik nagylemeze, a Lovemonster 2012. március 27-én jelent meg a Megadó Kiadó és a Megalith Records gondozásában. Az albumon 15 új dal kapott helyet, a dupla lemez második korongján pedig bemutatkozik a zenekar reggae-s, dubos, pszichedelikus oldalági projektje, a PASO's Roots Rockers. 
A Roots Rockers-album dalait Victor Rice keverte Brazíliában. A PASO-lemezt a Rockers pszichedéliájával szemben a korábbi táncos hangulat uralja, itt inkább a téma szolgál újdonsággal, hiszen az album legtöbb dala a szerelem különböző stádiumait dolgozza fel. Ezek közül néhány már a nagylemez megjelenése előtt is ismertté vált, ilyen az I'm the One, a Liszt Ferenc-feldolgozás Liebestraum, a She's My Baby vagy a legutóbbi kislemez címadó dala, a No Love in Town.
A dupla lemezen olyan vendégek bukkanak fel, mint Harcsa Veronika, a Brainsből és az Irie Maffiából ismert MC Columbo, az amerikai King Django, illetve egy hangjáték erejéig Sena.

## Számok
| 1.  | Jump                         |      | 02:23 |
| 2.  | I'm The One                  |      | 03:43 |
| 3.  | She's My Baby                |      | 03:28 |
| 4.  | Little Girl                  |      | 03:11 |
| 5.  | No Love In Town              |      | 03:16 |
| 6.  | Rum Sweet Rum                | Sena | 03:34 |
| 7.  | Elhagytam magam              |      | 02:57 |
| 8.  | Liebestraum / Szerelmi álmok |      | 03:48 |
| 9.  | Bad Bwoy Town                |      | 03:09 |
| 10. | Brownie                      |      | 02:55 |
| 11. | Nah Give Up                  |      | 02:59 |
| 12. | Lovemonster                  |      | 03:50 |
| 13. | Nowhere To Hide              |      | 03:24 |
| 14. | Time Of Our Life             |      | 04:30 |
| 15. | Úszom az árral               |      | 04:01 |
| 16. | Jump Outro                   |      | 01:11 |

| 1. | Sad And Empty           |                 | 04:39 |
| 2. | Late Night Date         | MC Columbo      | 03:58 |
| 3. | Django's Revenge        |                 | 04:09 |
| 4. | Me Love Rub-A-Dub       |                 | 04:55 |
| 5. | Guidance                | Harcsa Veronika | 05:49 |
| 6. | Where Can I Go? Dub     | King Django     | 04:46 |
| 7. | Falling Down            |                 | 04:02 |
| 8. | Dance Cleopatra, Dance! |                 | 05:41 |